# Hwang Sun-hong
Hwang Sun-hong o Hwang Seon-hong (en hangul, 황선홍; en hanja, 黃 善洪; nacido el 14 de julio de 1968 en Yesan, Chungcheong del Sur) es un exfutbolista y actual entrenador surcoreano. Jugaba de delantero y su último club fue el Chunnam Dragons de Corea del Sur. Actualmente dirige a la selección de fútbol sub-23 de Corea del Sur e interinamente a la selección de Corea del Sur, además de ser presidente de la K League.

## Biografía
Durante la mayor parte de las últimas dos décadas, Hwang fue considerado como sinónimo de gol para Corea. Debutò internacionalmente contra Japón el 6 de diciembre de 1988 y participó desde Copa del Mundo de 1990 hasta la Copa del Mundo de 2002 , aunque su carrera se vio  mermada cuando una lesión lo obligó a perderse el torneo de 1998, debido a una grave lesión provocada en China.
Un delantero peligroso que sobresalió en poner el balón a la red, Hwang fue el más consistente de Corea del Sur hacia delante durante gran parte de la última década, y su ausencia debido a lesiones jugaron un papel importante en la pobre actuación del equipo en Francia 98. Hwang fue un destacado jugador de Corea del Sur en la Copa Confederaciones 2001, anotando contra México y Australia, así como contra Alemania en la Copa Mundial de 1994.

## Carrera
A nivel de clubes, Hwang se unió a la  2. Bundesliga, al  equipo Wuppertaler SV durante la temporada de 1992-93, anotando tres goles en nueve partidos hasta que se lesionó la rodilla.
Después de su breve paso por Europa, Hwang regresó a su país. Fue seleccionado en 1993 por el naciente equipo Puma Wansan, que antiguamente era el Jeonbuk Hyundai , y luego traspasado al Posco Atoms. Jugó en Pohang durante seis temporadas y se convirtió en una leyenda del club. En el año 1995, estableció el récord de marcar goles en 8 partidos consecutivos y en 1998, ganó el Campeonato Asiático de Clubes con los Steelers.
Hwang también pasó gran parte de su carrera en la J. League y disfrutó de su temporada más prolífica con Cerezo Osaka en 1999 con 24 goles en 25 partidos, convirtiéndose en el máximo goleador de la liga japonesa.
A finales de 2003, después de haber finalmente se retiró, Hwang se dedica a la dirección técnica.

## Carrera internacional
Hwang fue seleccionado para el equipo nacional de Corea del Sur el 7 de noviembre de 1988. Su primer gol como internacional fue el 6 de diciembre de 1988 en la Copa de Asia en un partido contra Japón . A raíz de las actuaciones destacadas en la campaña de clasificación, fue incluido en el equipo de Corea del Sur para la Copa Mundial de 1990 .
Hwang se convirtió en un delantero destacado en la selección nacional después de la Copa del Mundo de 1990. Por lo tanto, fue llamado de nuevo para la Copa del Mundo de 1994 con grandes esperanzas. Pero no fue capaz de demostrar lo que podía hacer en las competiciones. Anotó un gol en el último partido del Grupo C contra Alemania , pero se perdió muchas oportunidades de gol en un partido contra Bolivia . Corea del Sur fueron eliminados en la fase de grupos por el hecho de no obtener una sola victoria .
A pesar de sus decepcionantes resultados en el 1994, la campaña de la Copa Mundial, Hwang siempre jugó para el equipo nacional y se ganó la reputación de ser un goleador prolífico. Destaca su actuación en el clasificatorio asiático Hiroshima Juegos en contra de Nepal el 1 de octubre de 1994, en el que anotó 8 goles, el más alto de un solo partido puntuación en el juego internacional en la historia del fútbol de Corea del Sur.
[ editar ] Copa Mundial 2002
Incluso cuando se acercaba a su mediados de los 30, Hwang mantuvo un delantero muy eficaz siempre que podía entrar en posiciones de puntuación buenos. Él era una parte importante de la Copa del Mundo de 2002 pelotón, donde su astucia y experiencia internacional prestó una mano firme para Guus Hiddink jugadores @ s jóvenes. Al anotar el gol del triunfo en el primer partido del grupo contra Polonia , Corea del Sur Hwang ayudó a alcanzar su primera victoria en la Copa del Mundo.
El veterano delantero de Corea puso fin a su carrera internacional después de la Copa del Mundo de 2002. Antes de la Copa del Mundo de 2002 de Hwang había hecho 97 apariciones para el equipo de Corea del Sur de fútbol nacional , marcando un impresionante 49 goles, un promedio de un gol cada dos partidos.
[ editar ] Carrera directiva
En 2005, Hwang fue designado como entrenador asistente de Chunnam Dragons y comenzó su carrera como entrenador.
El 4 de diciembre de 2007, firmó un contrato de tres años con Busan I'Park y se convirtió en gerente de Busan. Él no hizo impacto impresionante durante esos tres años, así que rechazó la oferta de extensión de contrato del club el 5 de noviembre de 2010.
El 9 de noviembre de 2010, regresó a su antiguo equipo Pohang Steelers como mánager. En el año de entrenamiento por primera vez en los Steelers, guió al equipo a un segundo puesto en la temporada regular

## Trayectoria

### Clubes como futbolista
| Club                      | País          | Año       |
| ------------------------- | ------------- | --------- |
| Bayer Leverkusen II       | Alemania      | 1991      |
| Wuppertaler SV            | Alemania      | 1992      |
| Pohang Steelers           | Corea del Sur | 1993-1998 |
| Cerezo Osaka              | Japón         | 1998-1999 |
| Suwon Samsung Bluewings   | Corea del Sur | 2000-2002 |
| Kashiwa Reysol (préstamo) | Japón         | 2000      |
| Kashiwa Reysol            | Japón         | 2000-2002 |
| Chunnam Dragons           | Corea del Sur | 2002      |

### Selección nacional como futbolista
| Selección   | País          | Año       |
| ----------- | ------------- | --------- |
| Sub-23 (WC) | Corea del Sur | 1996      |
| Absoluta    | Corea del Sur | 1988-2002 |

### Clubes como entrenador
| Club                        | País          | Año       |
| --------------------------- | ------------- | --------- |
| Chunnam Dragons (asistente) | Corea del Sur | 2003-2006 |
| Busan I'Park                | Corea del Sur | 2008-2010 |
| Pohang Steelers             | Corea del Sur | 2011-2015 |
| F.C. Seoul                  | Corea del Sur | 2016-2018 |
| Yanbian Funde               | China         | 2019      |
| Daejeon Hana Citizen        | Corea del Sur | 2020      |

### Selección nacional como entrenador
| Selección                     | País          | Año           |
| ----------------------------- | ------------- | ------------- |
| Sub-23                        | Corea del Sur | 2021-Presente |
| Selección Absoluta (interino) | Corea del Sur | 2024          |

### Clubes como dirigente
| Club                  | País          | Año           |
| --------------------- | ------------- | ------------- |
| K League (presidente) | Corea del Sur | 2021-Presente |

## Estadísticas

### Como futbolista

#### Clubes
| Bayer Leverkusen II · Alemania |               |               |     |    |    |    |   |    |     |    |      |      |
| 3.ª | 1991-92       | 10            | 10  |    |    |    |   | 10 | 10  |    | 1,00 |      |
| Total club | Total club    | 10            | 10  | 0  | 0  | 0  | 0 | 10 | 10  | 0  | 1,00 |      |
| Wuppertaler SV · Alemania |               |               |     |    |    |    |   |    |     |    |      |      |
| 2.ª | 1992-93       | 9             | 3   |    |    |    |   | 9  | 3   |    | 0,33 |      |
| Total club | Total club    | 9             | 3   | 0  | 0  | 0  | 0 | 9  | 3   | 0  | 0,33 |      |
| Pohang Steelworks Corea del Sur |               |               |     |    |    |    |   |    |     |    |      |      |
| 1.ª | 1993          | 0             | 0   |    | 1  | 0  |   | 1  | 0   |    | 0,00 |      |
| 1.ª | 1994          | 14            | 5   |    | 0  | 0  |   | 14 | 5   |    | 0,36 |      |
| 1.ª | 1995          | 24            | 11  |    | 2  | 0  |   | 26 | 11  |    | 0,42 |      |
| 1.ª | 1996          | 13            | 10  |    | 5  | 3  |   | 18 | 13  |    | 0,72 |      |
| 1.ª | 1997          | 0             | 0   |    | 2  | 0  |   | 2  | 0   |    | 0,00 |      |
| 1.ª | 1998          | 1             | 0   |    | 2  | 2  |   | 3  | 2   |    | 0,67 |      |
| Total club | Total club    | 52            | 26  | 0  | 12 | 5  | 0 | 64 | 31  | 0  | 0,48 |      |
| Cerezo Osaka Japón |               |               |     |    |    |    |   |    |     |    |      |      |
| 1.ª | 1998          | 11            | 6   |    | 0  | 0  |   | 11 | 6   |    | 0,55 |      |
| 1.ª | 1999          | 25            | 24  |    | 2  | 3  |   | 27 | 27  |    | 1,00 |      |
| Total club | Total club    | 36            | 30  | 0  | 2  | 3  | 0 | 38 | 33  | 0  | 0,87 |      |
| Suwon Samsung Bluewings Corea del Sur |               |               |     |    |    |    |   |    |     |    |      |      |
| 1.ª | 2000          | 0             | 0   |    | 1  | 0  |   | 1  | 0   |    | 0,00 |      |
| Total club | Total club    | 0             | 0   | 0  | 1  | 0  | 0 | 1  | 0   | 0  | 0,00 |      |
| Kashiwa Reysol Japón |               |               |     |    |    |    |   |    |     |    |      |      |
| 1.ª | 2000          | 6             | 1   |    | 1  | 0  |   | 7  | 1   |    | 0,14 |      |
| 1.ª | 2001          | 21            | 10  |    | 4  | 0  |   | 25 | 10  |    | 0,40 |      |
| 1.ª | 2002          | 7             | 1   |    | 0  | 0  |   | 7  | 1   |    | 0,14 |      |
| Total club | Total club    | 34            | 12  | 0  | 5  | 0  | 0 | 39 | 12  | 0  | 0,31 |      |
| Chunnam Dragons Corea del Sur |               |               |     |    |    |    |   |    |     |    |      |      |
| 1.ª | 2002          | 0             | 0   |    | 0  | 0  |   | 0  | 0   |    | 0,00 |      |
| Total club | Total club    | 0             | 0   | 0  | 0  | 0  | 0 | 0  | 0   | 0  | 0,00 |      |
| Total carrera | Total carrera | Total carrera | 141 | 81 | 0  | 20 | 8 | 0  | 161 | 89 | 0    | 0,55 |
| (1) Incluye datos de KFA Cup y Copa de la Liga (Corea del Sur), y Copa del Emperador y Copa J. League (Japón). (2) No incluye goles en partidos amistosos. |               |               |     |    |    |    |   |    |     |    |      |      |

#### Selección nacional
Fuente:
| Selección de Corea del Sur | Selección de Corea del Sur | Selección de Corea del Sur |
| Año                        | Part.                      | Goles                      |
| -------------------------- | -------------------------- | -------------------------- |
| 1988                       | 5                          | 2                          |
| 1989                       | 12                         | 8                          |
| 1990                       | 17                         | 6                          |
| 1991                       | 0                          | 0                          |
| 1992                       | 0                          | 0                          |
| 1993                       | 6                          | 1                          |
| 1994                       | 17                         | 16                         |
| 1995                       | 3                          | 1                          |
| 1996                       | 10                         | 8                          |
| 1997                       | 0                          | 0                          |
| 1998                       | 8                          | 3                          |
| 1999                       | 5                          | 0                          |
| 2000                       | 2                          | 0                          |
| 2001                       | 7                          | 2                          |
| 2002                       | 11                         | 3                          |
| Total                      | 103                        | 50                         |

##### Goles internacionales
| No  | Fecha                    | Sede                        | Oponente               | Gol     | Resultado | Competición                                          |
| --- | ------------------------ | --------------------------- | ---------------------- | ------- | --------- | ---------------------------------------------------- |
| 1.  | 6 de diciembre de 1988   | Doha, Catar                 | Japón                  | 1 gol   | 2–0       | Copa Asiática 1988                                   |
| 2.  | 11 de diciembre de 1988  | Doha, Catar                 | Irán                   | 1 gol   | 3–0       | Copa Asiática 1988                                   |
| 3.  | 23 de mayo de 1989       | Seúl, Corea del Sur         | Singapur               | 2 goles | 3–0       | Eliminatorias para la Copa Mundial de Fútbol de 1990 |
| 4.  | 23 de mayo de 1989       | Seúl, Corea del Sur         | Singapur               | 2 goles | 3–0       | Eliminatorias para la Copa Mundial de Fútbol de 1990 |
| 5.  | 27 de mayo de 1989       | Seúl, Corea del Sur         | Malasia                | 2 goles | 3–0       | Eliminatorias para la Copa Mundial de Fútbol de 1990 |
| 6.  | 27 de mayo de 1989       | Seúl, Corea del Sur         | Malasia                | 2 goles | 3–0       | Eliminatorias para la Copa Mundial de Fútbol de 1990 |
| 7.  | 5 de junio de 1989       | Singapur                    | Malasia                | 1 gol   | 3–0       | Eliminatorias para la Copa Mundial de Fútbol de 1990 |
| 8.  | 14 de agosto de 1989     | Los Ángeles, Estados Unidos | Estados Unidos         | 1 gol   | 2–1       | Marlboro Cup 1989                                    |
| 9.  | 16 de octubre de 1989    | Singapur                    | Corea del Norte        | 1 gol   | 1–0       | Eliminatorias para la Copa Mundial de Fútbol de 1990 |
| 10. | 25 de octubre de 1989    | Singapur                    | Arabia Saudita         | 1 gol   | 2–0       | Eliminatorias para la Copa Mundial de Fútbol de 1990 |
| 11. | 4 de febrero de 1990     | Ta' Qali, Malta             | Noruega                | 1 gol   | 2–3       | Partido amistoso                                     |
| 12. | 28 de julio de 1990      | Pekín, China                | Japón                  | 1 gol   | 2–0       | Copa Dinastía 1990                                   |
| 13. | 25 de septiembre de 1990 | Pekín, China                | Pakistán               | 3 goles | 7–0       | Juegos Asiáticos de 1990                             |
| 14. | 25 de septiembre de 1990 | Pekín, China                | Pakistán               | 3 goles | 7–0       | Juegos Asiáticos de 1990                             |
| 15. | 25 de septiembre de 1990 | Pekín, China                | Pakistán               | 3 goles | 7–0       | Juegos Asiáticos de 1990                             |
| 16. | 23 de octubre de 1990    | Seúl, Corea del Sur         | Corea del Norte        | 1 gol   | 1–0       | Partido amistoso                                     |
| 17. | 28 de octubre de 1993    | Doha, Catar                 | Corea del Norte        | 1 gol   | 3–0       | Eliminatorias para la Copa Mundial de Fútbol de 1994 |
| 18. | 26 de febrero de 1994    | Los Ángeles, Estados Unidos | Colombia               | 1 gol   | 2–2       | Partido amistoso                                     |
| 19. | 4 de mayo de 1994        | Changwon, Corea del Sur     | Camerún                | 1 gol   | 2–1       | Partido amistoso                                     |
| 20. | 11 de junio de 1994      | Duncanville, Estados Unidos | Honduras               | 1 gol   | 3–0       | Partido amistoso                                     |
| 21. | 27 de junio de 1994      | Dallas, Estados Unidos      | Alemania               | 1 gol   | 2–3       | Copa Mundial de Fútbol de 1994                       |
| 22. | 13 de septiembre de 1994 | Seúl, Corea del Sur         | Ucrania                | 1 gol   | 2–0       | Partido amistoso                                     |
| 23. | 1 de octubre de 1994     | Hiroshima, Japón            | Nepal                  | 8 goles | 11–0      | Juegos Asiáticos de 1994                             |
| 24. | 1 de octubre de 1994     | Hiroshima, Japón            | Nepal                  | 8 goles | 11–0      | Juegos Asiáticos de 1994                             |
| 25. | 1 de octubre de 1994     | Hiroshima, Japón            | Nepal                  | 8 goles | 11–0      | Juegos Asiáticos de 1994                             |
| 26. | 1 de octubre de 1994     | Hiroshima, Japón            | Nepal                  | 8 goles | 11–0      | Juegos Asiáticos de 1994                             |
| 27. | 1 de octubre de 1994     | Hiroshima, Japón            | Nepal                  | 8 goles | 11–0      | Juegos Asiáticos de 1994                             |
| 28. | 1 de octubre de 1994     | Hiroshima, Japón            | Nepal                  | 8 goles | 11–0      | Juegos Asiáticos de 1994                             |
| 29. | 1 de octubre de 1994     | Hiroshima, Japón            | Nepal                  | 8 goles | 11–0      | Juegos Asiáticos de 1994                             |
| 30. | 1 de octubre de 1994     | Hiroshima, Japón            | Nepal                  | 8 goles | 11–0      | Juegos Asiáticos de 1994                             |
| 31. | 5 de octubre de 1994     | Hiroshima, Japón            | Omán                   | 1 gol   | 2–1       | Juegos Asiáticos de 1994                             |
| 32. | 11 de octubre de 1994    | Hiroshima, Japón            | Japón                  | 2 goles | 3–2       | Juegos Asiáticos de 1994                             |
| 33. | 11 de octubre de 1994    | Hiroshima, Japón            | Japón                  | 2 goles | 3–2       | Juegos Asiáticos de 1994                             |
| 34. | 30 de octubre de 1995    | Seúl, Corea del Sur         | Arabia Saudita         | 1 gol   | 1–1       | Partido amistoso                                     |
| 35. | 19 de marzo de 1996      | Dubái, EAU                  | Emiratos Árabes Unidos | 1 gol   | 2–3       | Torneo de Dubái 1996                                 |
| 36. | 30 de abril de 1996      | Tel Aviv, Israel            | Israel                 | 2 goles | 5–4       | Partido amistoso                                     |
| 37. | 30 de abril de 1996      | Tel Aviv, Israel            | Israel                 | 2 goles | 5–4       | Partido amistoso                                     |
| 38. | 23 de noviembre de 1996  | Suwon, Corea del Sur        | Colombia               | 2 goles | 4–1       | Partido amistoso                                     |
| 39. | 23 de noviembre de 1996  | Suwon, Corea del Sur        | Colombia               | 2 goles | 4–1       | Partido amistoso                                     |
| 40. | 4 de diciembre de 1996   | Abu Dabi, EAU               | Emiratos Árabes Unidos | 1 gol   | 1–1       | Copa Asiática 1996                                   |
| 41. | 7 de diciembre de 1996   | Abu Dabi, EAU               | Indonesia              | 2 goles | 4–2       | Copa Asiática 1996                                   |
| 42. | 7 de diciembre de 1996   | Abu Dabi, EAU               | Indonesia              | 2 goles | 4–2       | Copa Asiática 1996                                   |
| 43. | 1 de abril de 1998       | Seúl, Corea del Sur         | Japón                  | 1 gol   | 2–1       | Partido amistoso                                     |
| 44. | 22 de abril de 1998      | Belgrado, RF de Yugoslavia  | RF de Yugoslavia       | 1 gol   | 1–3       | Partido amistoso                                     |
| 45. | 27 de mayo de 1998       | Seúl, Corea del Sur         | República Checa        | 1 gol   | 2–2       | Partido amistoso                                     |
| 46. | 1 de junio de 2001       | Ulsan, Corea del Sur        | México                 | 1 gol   | 2–1       | Copa FIFA Confederaciones 2001                       |
| 47. | 3 de junio de 2001       | Suwon, Corea del Sur        | Australia              | 1 gol   | 1–0       | Copa FIFA Confederaciones 2001                       |
| 48. | 20 de marzo de 2002      | Cartagena, España           | Finlandia              | 2 goles | 2–0       | Partido amistoso                                     |
| 49. | 20 de marzo de 2002      | Cartagena, España           | Finlandia              | 2 goles | 2–0       | Partido amistoso                                     |
| 50. | 4 de junio de 2002       | Busan, Corea del Sur        | Polonia                | 1 gol   | 2–0       | Copa Mundial de Fútbol de 2002                       |

##### Participaciones en fases finales
| Torneo                          | Sede                   | Resultado        | Partidos | Goles |
| ------------------------------- | ---------------------- | ---------------- | -------- | ----- |
| Copa Asiática 1988              | Catar                  | Subcampeón       | 5        | 2     |
| Copa Mundial de Fútbol de 1990  | Italia                 | Primera fase     | 2        | 0     |
| Juegos Asiáticos de 1990        | Pekín                  | Tercer puesto    | —        | —     |
| Copa Mundial de Fútbol de 1994  | Estados Unidos         | Primera fase     | 3        | 1     |
| Juegos Asiáticos de 1994        | Hiroshima              | Cuarto puesto    | —        | —     |
| Juegos Olímpicos de 1996        | Atlanta                | Primera fase     | 2        | 0     |
| Copa Asiática 1996              | Emiratos Árabes Unidos | Cuartos de final | 3        | 3     |
| Copa Mundial de Fútbol de 1998  | Francia                | Primera fase     | 0        | 0     |
| Copa de Oro de la Concacaf 2000 | Estados Unidos         | Primera fase     | 2        | 0     |
| Copa Confederaciones 2001       | Corea del Sur / Japón  | Primera fase     | 3        | 2     |
| Copa de Oro de la Concacaf 2002 | Estados Unidos         | Cuarto puesto    | 1        | 0     |
| Copa Mundial de Fútbol de 2002  | Corea del Sur / Japón  | Cuarto puesto    | 5        | 1     |